# František Taiber
František Taiber (18. listopadu 1909 Bartošovice v Orlických horách – 24. prosince 1973 Praha) byl český vojenský, zkušební a dopravní pilot, bojovník RAF v bitvě o Británii.

## Životopis

### Rodina
Pocházel ze smíšeného manželství – matka Anna, rozená Kalousová, byla česká vlastenka, otec František Taiber byl Němec, který celý život mluvil jen německy. Se svými dětmi hovořili každý svým jazykem, jak bylo v těchto případech běžné. Na obecní školu chodil v rodné vsi, na občanskou v Klášterci nad Orlicí. Získal výuční list jako strojní zámečník.

### Vojenská služba
Od 1. října 1927 do 30. září 1929 studoval vojenskou odbornou školu dorostu letectva v Prostějově. Od 1. října 1929 do 30. září 1931 absolvoval základní vojenskou službu u čs. letectva.

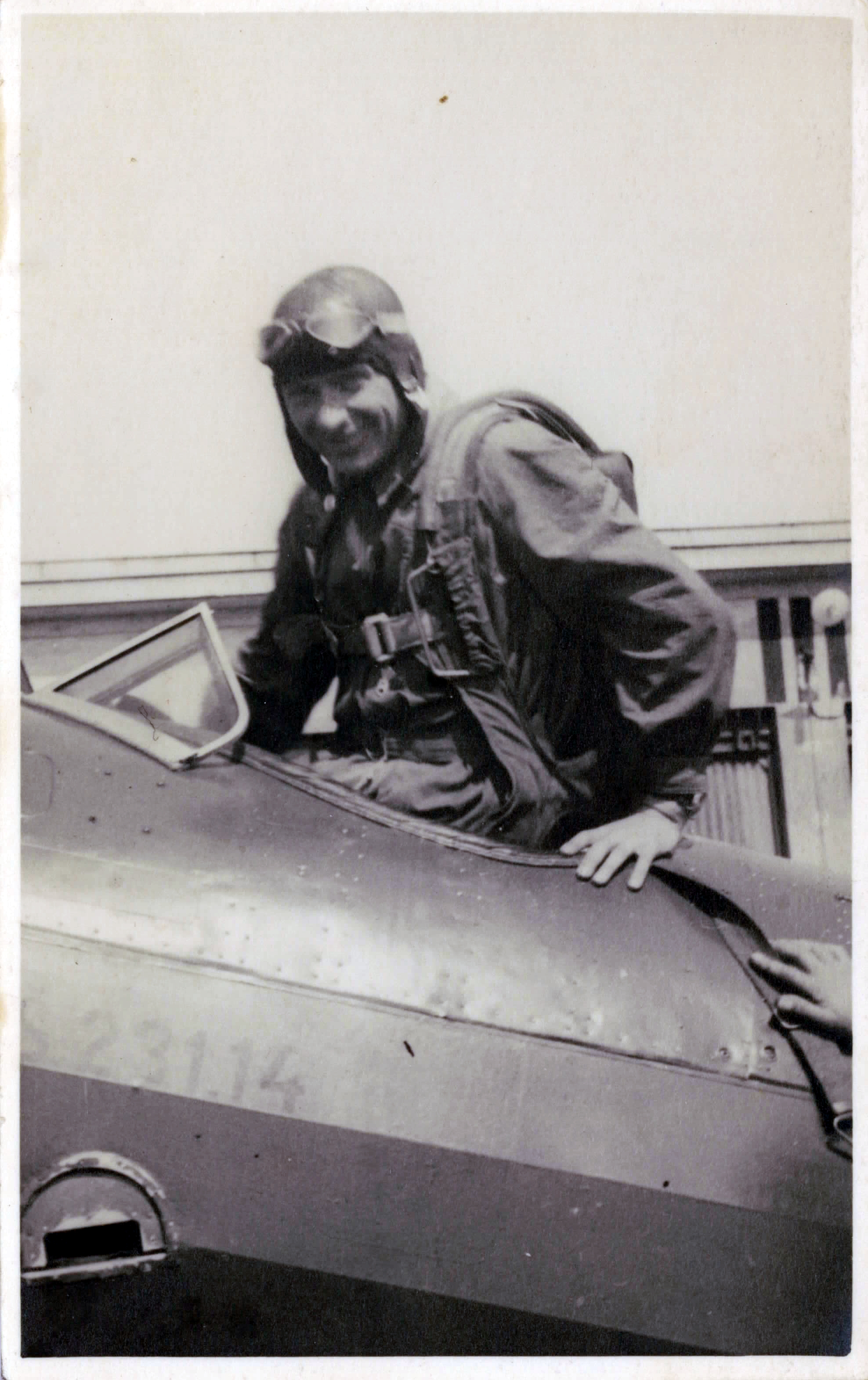
František Taiber v kokpitu stíhacího letounu Letov Š-231 při testech tohoto typu ve VTLÚ v Praze Letňanech.

Od 1. října 1931 působil jako délesloužící poddůstojník letectva z povolání. Jako vojenský pilot absolvoval ještě stíhací výcvik v roce 1931 v Chebu a kurz létání v noci a podle přístrojů v roce 1935. Od 1. dubna 1933 do 14. května 1937 působil jako zkušební pilot na prototypech vojenských letadel ve VTLÚ (Vojenský a technický letecký ústav) v Praze v Letňanech. O náročnosti a nebezpečnosti tohoto povolání se délesloužící četař Taiber sám přesvědčil v březnu roku 1935 při testu prototypu letounu Letov Š-328, který měl díky aerodynamicky nevyvážené směrovce zrádnou vlastnost při vybírání vývrtky, kdy po třetí otočce již nebylo možné pád vybrat. Po vysazení motoru pilotovi nezbyla jiná možnost, než ke své záchraně použít padák. Letec přistál nezraněn, ovšem letoun byl téměř zcela zničen. Během svého působení ve VTLÚ tak získal velmi cenné zkušenosti, díky kterým dokázal každý letoun spolehlivě ovládat i v mezních situacích.

### Dopravní pilot
Poté odešel do zálohy a do ČSA nastoupil jako civilní dopravní pilot na nově vybudované letiště Praha Ruzyně. U ČSA sloužil od 15. května 1937 do 30. července 1939 a během této doby nalétal na vnitrostátních i mezinárodních linkách 60 000 km. V čase všeobecné mobilizace byl umístěn jako pilot u 6. leteckého pluku v Praze. Po okupaci republiky ČSA jako dopravní společnost zaniká, jelikož na území protektorátu mohla leteckou dopravu provozovat pouze Deutsche Lufthansa.
Většina dopravních pilotů Československých státních aerolinií a Československé letecké společnosti zvolila po okupaci útěk za hranice vlasti, převážně do Polska a následně lodí do Francie. 31. července 1939 překročil hranice vlasti i František Taiber a 2. srpna byl prezentován u východní skupiny čs. armády v polském Krakově. 17. srpna následoval přesun do přístavu Gdyně a poté čtyřdenní plavba lodí do francouzského Calais.

### 2. světová válka

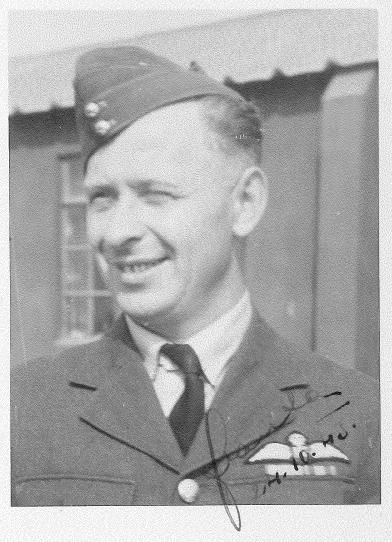
František Taiber v uniformě četaře Royal Air Force po bitvě o Británii

Na francouzské půdě byl 11. října 1939 přijat do cizinecké legie k pětiletému závazku. Po přijmutí do francouzského vojenského letectva dne 1. prosince 1939 byl odeslán spolu s ostatními piloty na bázi v Pau k přeškolení na francouzskou techniku jako bombardovací pilot. 18. května 1940 byl pro své výtečné lektorské schopnosti určen jako instruktor létání na základnu v Chateauroux a do bojů tak na francouzské půdě nezasáhl.

Po zhroucení Francie se ve skupině majora Hesse přesunul lodí do anglického přístavu Falmouth a 23. července 1940 byl přijat do Royal Air Force k nově zformované 311. čs. bombardovací peruti sídlící na letišti Honington. František Taiber byl opět určen jako jeden ze čtyř nejzkušenějších pilotů do role instruktora létání pro letku A. Historicky prvního operačního náletu 311. čs. bombardovací peruti 10. září 1940 se zúčastnily tři nejzkušenější osádky kapitánů Schejbala, Kordy a Ocelky. Seržant Taiber byl díky nižší hodnosti druhým pilotem v posádce Josefa Ocelky. Dalšími členy osádky byli navigátor Josef Hnátek, radiotelegrafista Augustin Korotvička a palubní střelci Lubomír Úlehla a Karel Janšta. Všechny tři osádky měly zaútočit na seřaďovací nádraží v Bruselu, kde německá armáda hromadila vojenský materiál pro plánovanou invazi na britské ostrovy. Nad cílem se vyskytovala silná oblačnost a ve výšce určené pro útok nebylo možné cíl zaměřit. Proto se dvě osádky ze tří navzdory rozkazu rozhodly snížit výšku útoku až na 100 metrů. Jen Ocelkův Wellington se zkušenějším Taiberem za řízením křižoval oblast cíle nejméně třikrát, než se podařilo pumy správně umístit. Po splnění úkolu se všechny letouny v pořádku vrátily na základnu. Posádka Wellingtonu Josefa Ocelky byla nad cílem první a stala se tak první čs. bojovou jednotkou, která přenesla otevřený boj na území nepřítele. 

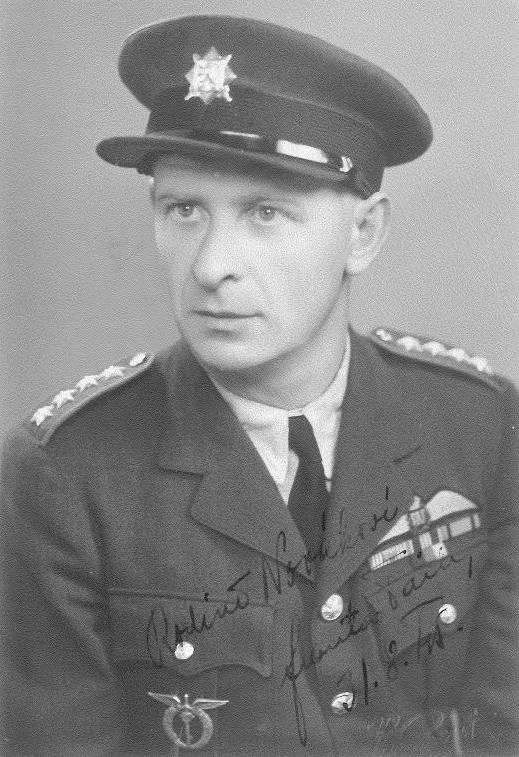
František Taiber v uniformě kapitána Československé armády po druhé světové válce

U 311. československé bombardovací perutě sloužil František Taiber v rámci Bomber Command a posléze také Coastal Command až do července 1943 jako bombardovací pilot-kapitán a instruktor létání ve výcvikové letce. Po splnění předepsané operační túry (200 hodin) a potřebném zdravotním odpočinku byl přeložen k 24. dopravní peruti, ve které sloužili i další bývalí piloti 311. perutě. Společně s nimi se koncem roku 1944 stal členem Czech Air Force Transport Pool. U 24. perutě vykonával transportní lety nejen v oblasti Evropy, ale i blízkého východu a Indie. V dubnu r. 1945 je přeložen k 147. dopravní peruti a po podpisu příměří byl jedním z kapitánů dopravních Dakot, kteří přepravovali čs. vojáky zpět do osvobozeného Československa.

### Návrat domů

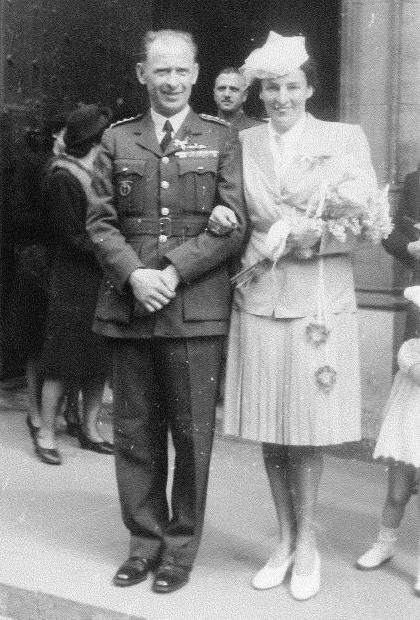
Svatební fotografie Františka Taibra

Koncem května 1945 byl zařazen do nově vytvořené Letecké Dopravní Skupiny se základnou v Praze Ruzyni, která byla během roku 1946 přetransformována na Letecký dopravní pluk a během června tr. se přesunula na letiště ve Kbelích. Zprvu byl velitelem letky, posléze 1. perutě a od 1. února 1949 se v hodnosti majora stal velitelem celého 1. leteckého dopravního pluku. 27. března 1950 byl velení zbaven, je mu zakázáno létat a 1. května 1950 se mu totalitní režim odměnil tím, že ho poslal na zvláštní dovolenou z existenčních důvodů a byl donucen nastoupit do zaměstnání jako pomocný dělník pro práce asfaltérské se zákazem výskytu v pohraničních oblastech. 31. července 1950 byl propuštěn z armády a převeden do zálohy. V roce 1957 je v zaměstnání povýšen na mistra v profesi litých asfaltových dlažeb. V září roku 1964 MNO (Ministerstvo národní obrany) uznalo neoprávněnost propuštění z armády a dodatečně jej povýšilo do hodnosti podplukovníka v záloze. V roce 1969 odešel do zaslouženého důchodu.

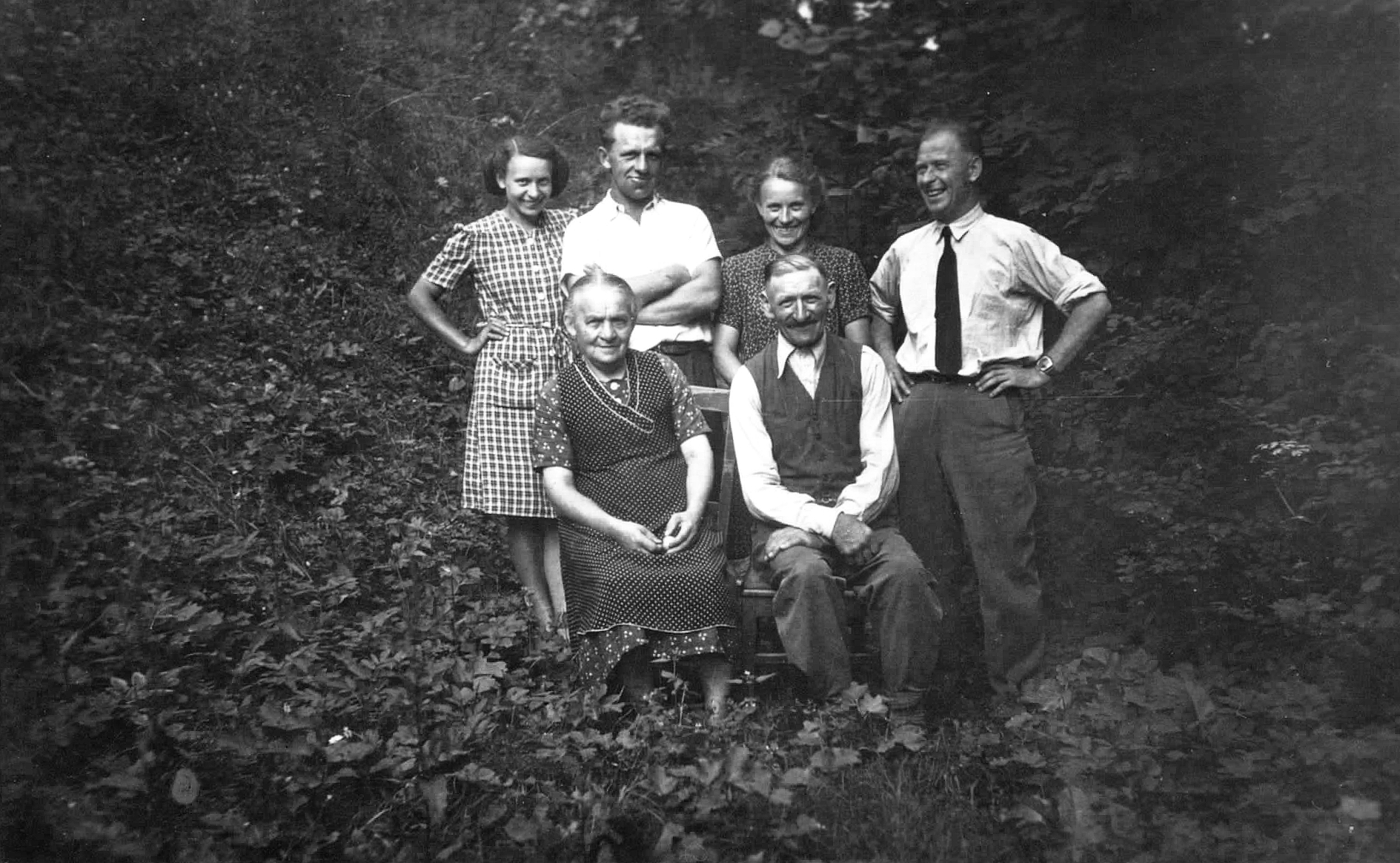
Rodinné poválečné foto v rodných Bartošovicích.

24. prosince 1973 ve svých 64 letech umírá v Praze a zanechává zde vdovu Emilii. Celkově nalétal téměř 5 000 hodin a jeho rukama prošlo více než 85 typů civilních i vojenských letadel. Z typů v RAF létal nejčastěji s bombardérem Vickers Wellington, dopravním letounem Douglas C-47 Dakota a cvičnými Avro Anson a Airspeed Oxford.
Dne 29. května 1991 na základě morální a politické rehabilitace mu byl udělen dekret hodnosti plukovníka ve výslužbě in memoriam.

## Vyznamenání
Za boj proti nepříteli získával tato vyznamenání:
- Československá medaile za zásluhy I. stupně (6.3.1946)
- 2× Československá medaile Za chrabrost před nepřítelem (28.10.1940 a 23.9.1946)
- 2× Československý válečný kříž (25.8.1942 a 8.10.1942)
- Kříž obrany státu ministra obrany České republiky (11.11.2009)
- Pamětní medaile československé armády v zahraničí (se štítky F a VB)
- Medaile za vítězství nad Německem ve Velké vlastenecké válce 1941–1945 (Медаль «За победу над Германией в Великой Отечественной войне 1941—1945 гг.») SSSR
- Evropská hvězda leteckých osádek (Air Crew Europe Star) Spojené království
- Atlantická hvězda (Atlantic Star) Spojené království
- Hvězda 1939–1945 (1939–1945 Star) Spojené království
- Medaile Za obranu (Defence Medal) Spojené království
- Válečná medaile 1939–1945 (War Medal 1939–1945) Spojené království

## Pamětní desky

### Pamětní deska v Bartošovicích

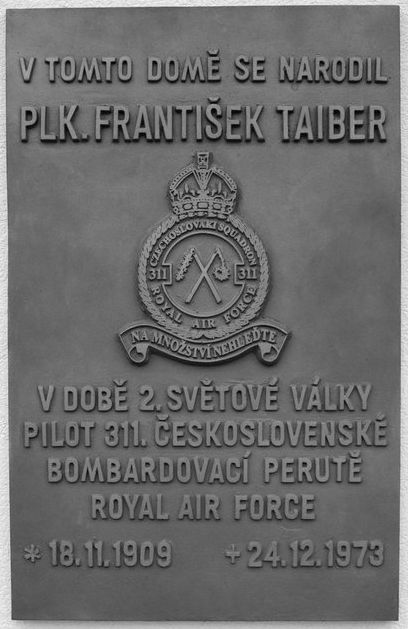
Pamětní deska v Bartošovicích

Dne 18. července 2009 byla v Bartošovicích v Orlických horách na jeho rodném domě odhalena pamětní deska  v roce 100. výročí jeho narození. Bronzová deska o rozměrech 40×65 cm je dílem kovolijce Jindřicha Janečka z Merklovic (1947) u Vamberka a jeho pomocníka Josefa Daňka. Pamětní desku iniciovali a z poloviny zaplatili potomci Františka Taibera z Kunvaldu, Hradce Králové, Prahy a Náchoda (druhou část uhradila obec Bartošovice v Orlických horách). 
V TOMTO DOMĚ SE NARODIL 
PLK. FRANTIŠEK TAIBER 
V DOBĚ 2. SVĚTOVÉ VÁLKY 
PILOT 311. ČESKOSLOVENSKÉ 
BOMBARDOVACÍ PERUTĚ 
ROYAL AIR FORCE 
 
* 18.11.1903       † 24.12.1973 
pamětní deska 

### Pamětní deska v Praze 6

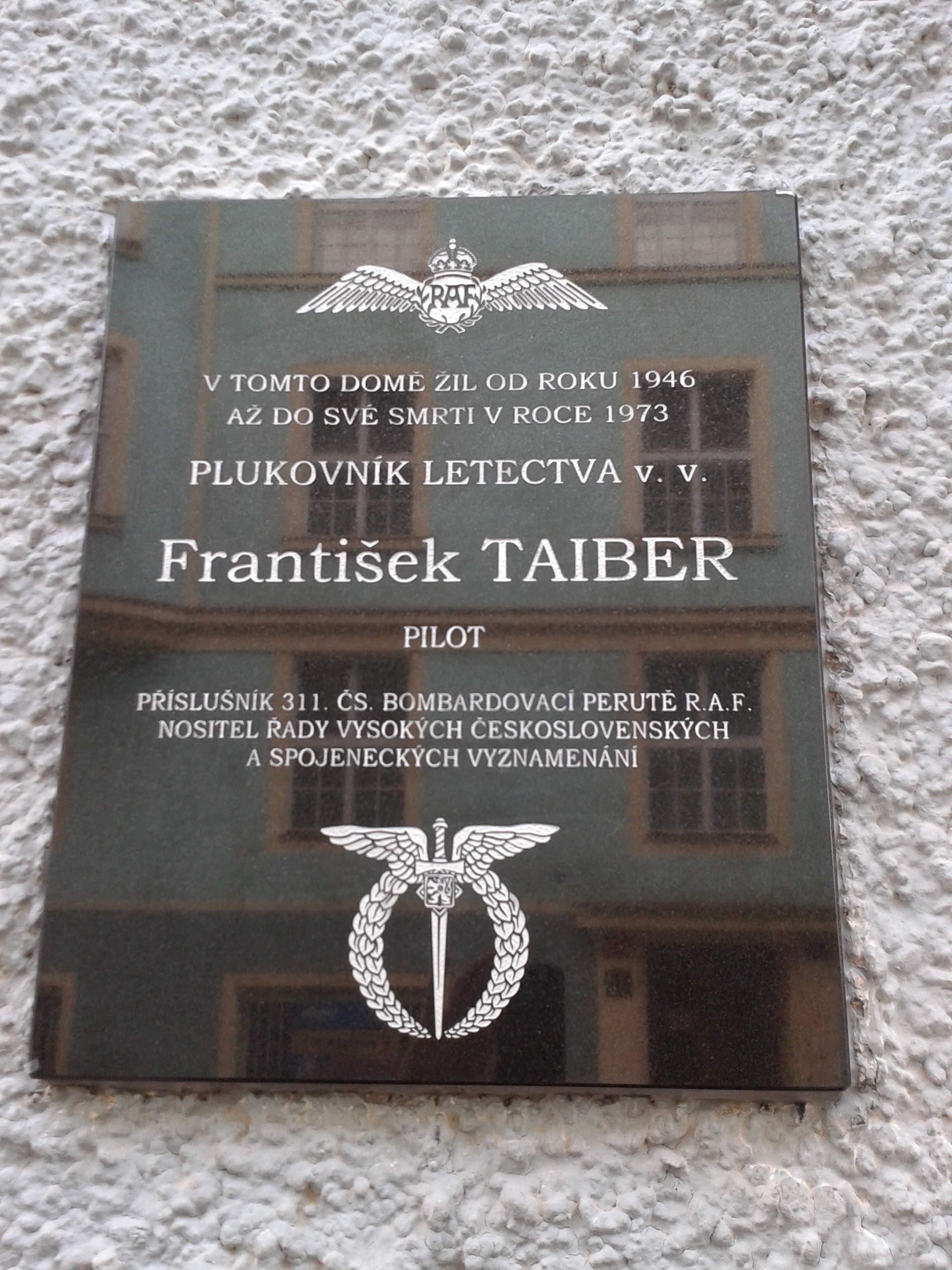
Pamětní deska v Praze

Dne 11. listopadu 2015 byla v ulici Pod baštami 276/3; 160 00 Praha 6 – Hradčany slavnostně odhalena pamětní deska Františku Taiberovi. 